# Wappen von Goiás

Wappen von Goiás

Das Wappen von Goiás ist ein Hoheitszeichen des brasilianischen Bundesstaates Goiás. Es wurde ursprünglich entworfen von Luiz Gaudie Fleuri.

## Beschreibung
Der herzförmige Schild ist mit weißen schmalen Balken geteilt und unten mit weißen schmalen Pfahl gespalten. Der weiße schmale Balken zur Feld-Trennung hat zwölf schwarze senkrechten Striche und linksseitig einem waagerechten. Oben eine naturnahe Landschaft vor blauen Himmel mit Bergen und rechtsstehenden zwei sich teilsverdeckenden weißen Rindern auf grünem Grund.
Unten vorn in Blau eine symbolische weiße Schleife und hinten in Gold eine rote Raute.
Auf den Wappenschild ein blauer Ring aus dem rechts eine grüne Zuckerrohrpflanze und links eine grüne rotblühende Kaffeepflanze hervor wächst.
Begleitet wird rechts das Wappen von einer gelbblühenden grünen Tabak- und links von einer grünen Reispflanze. Unter dem Wappen steht eine schwarze Roste rot- und gelbbrennend.

## Symbolik
Das zentrale Symbol des Schildes hat die Form eines Herzens, in Anspielung auf die zentrale Lage von Goiás in Brasilien. Es ist entsprechend den drei hydrografischen Becken von Goiás (Amazonas, São Francisco, Paranã) dreigeteilt.
Im oberen Feld symbolisiert Goiás als landwirtschaftlich bedeutsame Region von Brasilien; neuere Deutungen ordnen diesen Bereich dem Distrito Federal zu.
Im unteren rechten Feld symbolisiert auf blauen Grund des Himmels den Kometen Biela; andere Deutungen interpretieren den doppelten Schweif des Kometen auch als die Ilha do Bananal, die durch den Nebenfluss des Rio Javaés des Rio Araguaia gebildet wird.
Im unteren linken Feld symbolisiert die rote Raute auf gelbem Hintergrund das reiche Vorkommen von Mineralien in Goiás, insbesondere von Gold.
Der weiße schmale Balken zur Feld-Trennung mit den zwölf senkrechten Strichen symbolisiert die von Norden nach Süden verlaufende Flüsse des Bundesstaates: S. Marcos, Veríssimo, Rio Corumbá, Rio Meia Ponte, Bois, Claro, Vermelho, Corrente, Aporé, Sucuri, Verde und Pardo.
Begleitet wird es durch Zweige einiger der traditionellsten bedeutsamsten landwirtschaftlichen Erzeugnisse von Goiás: über den Schild das Zuckerrohr (oben rechts) und Kaffee (oben links). Seitlich begleitet das Wappen jeweils ein Zweig von Tabak (rechts) und Reis (links)
Unter den Wappenschild: Symbolisiert die Androhung des unter Feuer setzen der Flüsse durch Bartolomeu Bueno da Silva, der Ältere gegenüber der indigenen Bevölkerung, wenn diese nicht die Goldadern verraten.